# François Podetti
François Podetti est un comédien et metteur en scène français.
Né en 1968, il a grandi à Nanterre. Il a notamment travaillé au Théâtre de Roanne où il a monté une trentaine de lectures-spectacles (Dante, Artaud, Nietzsche, Vian, Ponge), et créé les spectacles « Pasiphaë », « Peindre » et « Le rire du limule » de Christian Chavassieux avec la compagnie NU.
À la télévision, il incarne Burt (« Captain Shampooing ») dans la série Hero Corp de Simon Astier. il est notamment apparu dans « Scènes de ménages » sur M6[réf. nécessaire].

## Filmographie
- 2020 : Astrid et Raphaëlle (saison 1, épisode 3) : Raymond Stan
- 2016 : Les hommes de l'ombre (saison 3)
- 2015 : Profilage de Chris Briant : un psychiatre
- 2015 : Indésirables de Philippe Barassat
- 2012 - 2014 : Scènes de ménage de Karim Adda
- 2008 - 2017: Hero Corp de Simon Astier (saisons 1 à 5) : Burt, Captain Shampooing, « Acid Man »
- 2005 : 3 femmes... un soir d'été : Un ancien joueur de rugby
- 2005 : Ma meilleure amie de Élisabeth Rappeneau : Le client de l'agence (téléfilm)
- 2004 : Coup de vache de Lou Jeunet : Le douanier (téléfilm)
- 2004 : Du côté de chez Marcel de Dominique Ladoge : M. Fournier (téléfilm)

## Théâtre
- 2018 : Peer Gynt, de Ibsen, sous la direction de Pierre-Adrien Théo, avec l'Orchestre des Campus de Grenoble
- 2018 : Les Fourberies de Scapin, de Molière, mis en scène par Gwenaël de Gouvello
- 2016 : Ondine, de Jean Giraudoux, mise en scène par Gwenaël de Gouvello
- 2015 : Pasiphaë, de Christian Chavassieux, mise en scène par François Podetti
- 2012 : Le savon, de Francis Ponge, mise en scène par G. Bodon-Clair
- 2011 : Peindre, de Christian Chavassieux, mise en scène par François Podetti
- 2009 : Histoires et légendes des trois cités, écrit et mis en scène par Joel Beaumont
- 2005 : Jules César, de Shakespeare, mise en scène Déborah Warner, au Théâtre national de Chaillot
- 2004 - 2012 : Lectures du dôme, au Théâtre de Roanne : "Joca Seria" de Ponge ; "La Route" de London - Kerouac - McCarthy ; "La Vision dionysiaque du monde" de Nietzsche ; "Lettres à Lucillius" de Sénèque ; "La divine comédie" de Dante; "Nicolas De Staël - Lettres" ; "Gustave Coubet et la Commune - Lettres" ; "L'ombilic des limbes" d'Artaud; "Au cœur du monde" de Cendrars ; "Une partie de campagne" de Maupassant ; "Premier amour" de Beckett ; "Je voudrais pas crever" de Vian...
- 2001 : Départs, écrit et mis en scène par Joel Beaumont
- 1999 : Pièce montée, écrit et mis en scène par Joel Beaumont. Texte paru à l'Avant Scène 1999
- 1998 : Le baiser de la veuve, d'Israël Horovitz, mis en scène par Christoff Calzado
- 1997 : A table, mis en scène par Joel Beaumont
- 1996 : Le malade imaginaire, de Molière, mis en scène par Pierre Vincent
- 1995 : Je m'en fous, de Boris Vian, mis en scène par Olivier Mardi
- 1994 : L'Odyssée, mis en scène par Violetta Wowczak
- 1992 : Tartuffe, de Molière, mis en scène par Jean-Philippe Vlahopoulos
- 1991 : L'Ecole des maris, de Molière, mis en scène par Vincent Tavernier
- 1991 : L'Empire et Ion, de Michel Deutsch, mis en scène par Michelle Foucher, Théâtre des Amandiers

### Mise en scène
- 2018 : La lutte des places
- 2015 : Pasiphae, de C. Chavassieux
- 2011 : Peindre, de C. Chavassieux
- 2009 : Le rire du Limule, de C. Chavassieux
- 2006 : Clinique Daniel Harms (textes de Daniel Harms)
- 2005 : Litanie du coup de la foudre, de J. Rebotier